# Александар Видаковић
Александар Видаковић (Београд, 11. септембар 1896 — Београд 1. фебруар 1940) био је  српски књижевник и новинар.
Године 1915. заједно са српском војском прешао је тежак пут преко Албаније и стигао на Крф. С групом омладинаца убрзо је упућен у енглеску на опоравак и школованје. Матурирао је у Кембриџу 1916. године, а затим је на универзитету у Оксфорду дипломирао енглеску књижевност и филологију.
После успешно завршених студија вратио се у отаџбину. Новинарством је почео да се бави 1923. године. Најпре је био београдски дописник, енглеских и америчких листова, а од 1933. члан редакције Политике и њен дописник из САД.
Истовремено Видаковић се бавио књижевним радом: објавио је више оригиналних прегледа и осврта на савремена збивања у енглекој књижевности (у Српском књижевном гласнику и Летопису Матице српске), неколико приповедака, књигу репортажа Писма из Америке и роман из дубровачке прошлости Марин Сорго с тематиком из живота Дубровника у 16 веку. (Београд 1936).